# El anacoreta
El anacoreta è un film del 1977 diretto da Juan Estelrich.